# 1998년 LG 트윈스 시즌
1998년 LG 트윈스 시즌은 LG 트윈스가 KBO 리그에 참가한 9번째 시즌으로, MBC 청룡 시절까지 합하면 17번째 시즌이다. 천보성 감독이 팀을 이끈 2번째 시즌으로, 팀은 OB 베어스, 해태 타이거즈와의 순위 싸움에서 승리하며 8팀 중 정규시즌 3위에 오르며 포스트시즌에 진출했다. 이후 준플레이오프에서 OB 베어스를 2승 무패로 스윕했고, 플레이오프에서 삼성 라이온즈를 3승 1패로 꺾었다. 그러나 한국시리즈에서 현대 유니콘스를 상대로 2승 4패를 기록하여 최종 순위는 2위로 2년 연속 통합 준우승에 머물렀는데 당시 주전 마무리였던 앤더슨이 중반 이후 부진을 보이자 1996년 중반부터 선발로 전향한 김용수를 선발-구원-마무리로 마구잡이 투입시키는 소강수를 뒀으며 이 탓인지 김용수는 선발로만 17승을 거둔 현대 정민태 때문에 삼성 스콧 베이커와   15선발승으로 선발승 공동 2위에 머무른 데다 정규시즌 MVP도 홈런-타점 2관왕인 OB 우즈에게 빼앗기는 수모를 당했다.

## 코치
- 김용달, 김인식, 이광은, 정삼흠, 서효인

## 타이틀
- 방콕 아시안 게임 금메달: 조인성, 이병규, 심재학
- KBO 골든글러브: 류지현 (유격수), 김재현 (외야수)
- 매직글러브: 류지현 (유격수)
- 플레이오프 MVP: 류지현
- 준플레이오프 MVP: 김재현
- 올스타 선발: 김동수 (포수), 류지현 (유격수), 김재현 (외야수), 심재학 (외야수)
- 컴투스프로야구2022 타이틀홀더 라인업: 최향남 (구원투수), 김재현 (우익수)
- 컴투스프로야구 나때는 말이야 라인업: 손혁 (중계투수)
- 컴투스프로야구 90년대 올스타: 이병규 (중견수)
- 타수: 이병규 (499)
- 2루타: 류지현 (36)
- 출장(투수): 김기범 (76)
- 선발등판: 최향남 (28)
- 구원등판: 김기범 (76)
- 다승: 김용수 (18)
- 승률: 김용수 (0.750)

### 퓨처스리그
- 출장(타자): 이동진 (60)
- 타석: 이동진 (249)
- 타수: 이동진 (224)
- 타율: 임노병 (0.366)
- 출루율: 임노병 (0.441)
- 안타: 이동진 (68)
- 1루타: 이동진 (52)
- 북부리그 2루타: 임노병 (22)
- 홈런: 안재만 (12)
- 북부리그 도루: 조현 (15)
- 다승: 신영균 (9)
- 세이브: 신영균 (5)

## 선수단
- 선발투수: 김용수, 최향남, 손혁, 전승남, 신영균, 임선동
- 구원투수: 송유석, 최창호 (7월 31일 현대에서 이적), 차명석, 김태원, 김경태, 김기범, 민원기, 김민기
- 마무리투수: 앤더슨, 신윤호, 인현배, 김동호
- 포수: 김동수, 조인성, 김정민
- 1루수: 김선진, 이준용
- 2루수: 박종호 (7월 31일 현대 이적), 이종열
- 유격수: 류지현, 손지환
- 3루수: 신국환, 안상준, 안재만
- 좌익수: 김재현, 정영규
- 중견수: 이병규, 김종헌, 박준태
- 우익수: 심재학
- 지명타자: 펠릭스, 허문회

## 여담
- 앤더슨은 4월 13일 현대 유니콘스와의 경기에서 KBO 리그 역대 처음으로 세이브를 올린 외국인 선수가 되었다.
- 앤더슨은 4월 17일 한화 이글스와의 경기에 구원 등판했으나 끝내기를 허용하여 KBO 리그 사상 처음으로 패전 투수가 된 외국인 선수가 되었다.
- 김선진은 이 시즌 월요일 경기 7병살로 KBO 리그 역대 단일 시즌 월요일 경기 최다 기록을 세웠다.
- 앤더슨은 KBO 리그 사상 처음으로 포스트시즌에 등판한 외국인 투수가 되었으며, 외국인 투수 중 최초의 포스트시즌 승리, 세이브도 기록했다.
- 펠릭스는 KBO 리그 사상 처음으로 포스트시즌에 홈런, 도루에 성공한 외국인 타자가 되었다.
- 이종열은 이 시즌 KBO 리그 역대 양타 타자들 중 처음으로 WAR 음수를 기록했다.
- 펠릭스는 포스트시즌에서 총 19번 삼진 아웃을 당하여 KBO 리그 역대 단일 포스트시즌 최다 삼진 아웃 기록을 세웠다.
- 김용수는 포스트시즌에서 16실점 15자책점을 기록해 KBO 리그 역대 단일 포스트시즌 최다 실점, 자책점 기록을 세웠다.
- 최향남은 포스트시즌에 총 5번 선발 등판하여 KBO 리그 역대 단일 포스트시즌 최다 선발 등판 기록을 세웠다.
- 김재현은 KBO 리그 사상 처음으로 단일 포스트시즌 10타점-10득점을 달성했다.
- 심재학은 방콕 아시안게임에 국가대표로 선발되어 대한민국 프로야구 선수 신분으로 국가대표 주장을 맡은 첫 선수가 되었다.
- 1999 신인드래프트에서 구단 사상 마지막 고졸우선지명으로 김광삼을 지명하여 영입했다.

## 같이 보기
- 1999년 LG 트윈스 시즌